# Krnica (Marčana)
Pour les articles homonymes, voir Krnica.
Krnica (en italien : Carnizza) est une localité de Croatie située en Istrie, dans la municipalité de Marčana, dans le comitat d'Istrie. En 2001, la localité comptait 296 habitants.

## Démographie
| 1948 | 1953 | 1961 | 1971 | 1981 | 1991 | 2001 |
| ---- | ---- | ---- | ---- | ---- | ---- | ---- |
| 480  | 446  | 413  | 357  | 308  | 296  | 296  |